# قلعة محمود
قلعة محمود (بالفارسية: قلعه محمود) هي قرية تقع في قسم انجيرآب الريفي في إيران. يقدر عدد سكانها بـ 1,723 نسمة .